# Ancylis atricapilla
Ancylis atricapilla is een vlinder uit de familie van de bladrollers (Tortricidae). De wetenschappelijke naam van de soort is, als Eucosma atricapilla, voor het eerst geldig gepubliceerd in 1917 door Edward Meyrick.

## Type
- holotype: "female"
- instituut: BMNH, Londen, Engeland
- typelocatie: "Guyana, British Guiana"